# پارک ملی سوئیس
پارک ملی سوئیس (به آلمانی: Schweizerischer Nationalpark) در ایالت (کانتون) گراوبوندن در سوئیس واقع شده‌است. این تنها پارک ملی سوئیس به شمار می‌رود.